# Fauzaya Talhaoui
Fauzaya Talhaoui, née le 1er novembre 1969 à Melilla, arrivée en Belgique à l'âge de 7 ans, est une femme politique belge néerlandophone d'origine marocaine.

## Députée Agalev (1999-2003)
En 1999, cette licenciée en droit, avec une spécialisation en droit international et en droits de l'homme, était chercheuse en droit international à l'Université d'Anvers, quand le sénateur Agalev Eddy Boutmans, par ailleurs avocat, demanda à sa collègue (du même bureau d'avocats) Hafida Talhaoui de figurer sur la liste Agalev à la Chambre en juin 1999. Celle-ci refusa, préférant poursuivre sa carrière au barreau (elle a notamment travaillé au Tribunal pénal international pour le Rwanda à Arusha), mais proposa sa sœur Fauzaya, qui accepta.
Fauzaya Talhaoui, 2e sur la liste Agalev à la Chambre, fut élue députée en 1999 (avec 16 299 voix) à 29 ans grâce au succès électoral des écologistes, dans la foulée du scandale du « poulet nourri à la dioxine ». Aux élections suivantes, en 2003, elle obtint 12 650 voix en tête de liste, mais le parti Agalev perdit tous ses élus fédéraux.
Quelques mois avant ces élections, son frère Mohamed Talhaoui, également juriste, fut placé en 8e position sur la liste VLD dans la même circonscription électorale, mais jeta l'éponge quelques semaines avant les élections, déclarant notamment : « J'ai toujours refusé d'être un Ali-alibi et je pensais être entré dans un parti libéral et humaniste où je pouvais apporter une contribution au débat sur les allochtones. Je me rends maintenant compte que je fais partie d'un parti antilibéral d'extrême-droite du citoyen blanc, qui n'a rien à offrir à la société multiculturelle. »

## Ex-députée Agalev en recherche d'un nouveau parti (2003-2004)
Dans les mois qui suivirent, la presse évoqua un moment le prochain passage de l'ex-députée Fauzaya Talhaoui au VLD, ou au SP.A, mais en fin de compte elle fit le choix, en février 2004, de Spirit, petit parti libéral de gauche allié au SP.A. D'autres membres d'Agalev, dont l'ancien échevin malinois Ali Salmi, passèrent également à Spirit ou au SP.A, en désaccord notamment avec la ligne politique de Groen! (nouveau nom d'Agalev) dont la direction refusait de former un cartel de gauche avec le SP.A et Spirit, déjà associés depuis 2003.

## Sénatrice SP.A-Spirit (2004-)
Fauzaya Talhaoui obtint 46 618 voix de préférence (circonscription Flandre - Bruxelles) en première suppléance sur la liste SP.A-Spirit au Parlement européen en juin 2004, et fut ensuite cooptée par son parti au Sénat le 8 juillet 2004.
Elle déposait le 21 février 2013 une proposition de la sur la lutte contre l'Islamophobie en la comparant à l'antisémitisme

## Conseillère communale à Anvers
Aux élections communales de 2006 à Anvers, elle a obtenu 6 106 voix sur la liste SP.A-Spirit, c'est-à-dire le deuxième score après celui du bourgmestre sortant Patrick Janssens. Toutefois, le préaccord entre les deux partis du cartel ne prévoyait pas d'échevin Spirit, elle n'a donc pas fait son entrée au collège exécutif tripartite de la Ville.